# Vincenzo Tommasini (Komponist)
Vincenzo Tommasini (* 17. September 1878 in Rom; † 23. Dezember 1950 ebenda) war ein italienischer Komponist.
Tommasini studierte Altphilologie und verfasste u. a. eine Einführung in Xenophons De re equestri. Zugleich nahm er Violinunterricht bei Ettore Pinelli und studierte am Konservatorium der Accademia Nazionale di Santa Cecilia Komposition bei Stanislao Falchi. 1902 vervollkommnete er seine Ausbildung bei Max Bruch in Berlin. Vor allem in seinen frühen Werken zeigte er sich vom französischen Impressionismus beeinflusst. Sein bekanntestes Werk ist das Ballett Le donne di buon umore nach Musik von Domenico Scarlatti, das von Sergei Djagilews Ballets Russes in einer Choreographie von Léonide Massine aufgeführt wurde. Neben weiteren Balletten komponierte er mehrere Opern, Instrumentalkonzerte und Kammermusik. Daneben verfasste er Musikkritiken und verfasste eine zweibändige Schrift zur Musikästhetik (La luce invisibile, 1928).

## Werke
- La vita è sogno, Ouvertüre, 1901
- Medea, Oper, 1906
- Poema erotico für Orchester, 1909
- Quartetto in fa für Streichquartett, 1910
- Uguale fortuna, Oper, 1913
- Chiari di luna (Chiese e rovine e Serenate), 1915
- Sonata per violino e pianoforte, 1916
- Le donne di buon umore Ballett nach Musik von Domenico Scarlatti, 1917
- Il Beato Regno (nach gregorianischen Themen), 1921
- Paesaggi toscani, Rhapsodie, 1922
- Quartetto per archi, 1926
- Preludio Fanfara e Fuga, 1927
- Il Carnevale di Venezia (variazioni alla Paganini), 1928
- Trio per violino viola e violoncello, 1929
- Concerto per violino, 1932
- Napoli, sinfonische Dichtung, 1932
- Le diable s’amuse, Ballett nach Musik von Niccolo Paganini, 1936
- Tiepolesco, Ballett, 1945
- Il tenore sconfitto, Oper, 1950